# Regiunea Chūbu
Regiunea Chūbu (中部地方 Chūbu-chihō?) este regiunea centrală de pe Insula Honshū, Japonia.  
În 2008, Chūbu  avea 21.886.324 de locuitori.
Chūbu, care înseamnă „partea din mijloc”, cuprinde 9 prefecturi: Aichi, Fukui, Gifu, Ishikawa, Nagano, Niigata, Shizuoka, Toyama, Yamanashi și deseori și Mie.
Se află între regiunile Kantō și Kansai și include orașul Nagoya și Muntele Fuji.